# Zygogynum crassifolium
Zygogynum crassifolium är en tvåhjärtbladig växtart som först beskrevs av Henri Ernest Baillon, och fick sitt nu gällande namn av W. Vink. Zygogynum crassifolium ingår i släktet Zygogynum och familjen Winteraceae. Inga underarter finns listade.